# Iouri Balachov
Pour les articles homonymes, voir Balachov.
Iouri Sergueïevitch Balachov (en russe : Юрий Сергеевич Балашов est un grand maître russe du jeu d'échecs né le 12 mars 1949 à Chadrinsk.

## Carrière

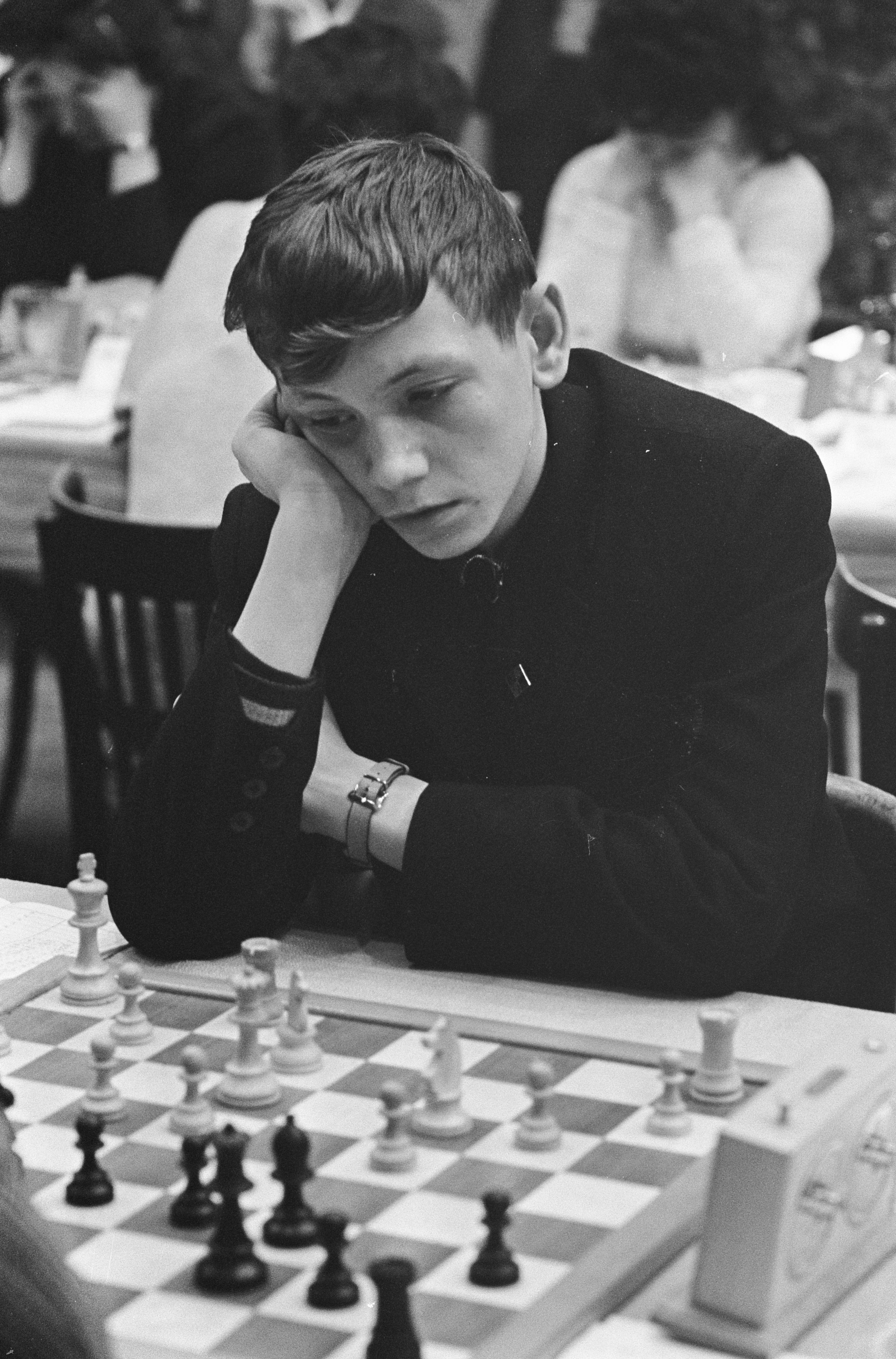
Iouri Balachov en 1965

Balachov obtient le titre de grand maître international en 1973. Balachov est le champion de la ville de Moscou en 1970 et est deuxième au championnat d'URSS derrière Anatoli Karpov en 1976. En 1977, il remporte le championnat de Lituanie. Il finit premier ex æquo à l'open de Lone Pine (en) en 1977 et premier ex aequo au tournoi de Wijk aan Zee en 1982.
Balachov a représenté l'URSS au cours de plusieurs compétitions par équipes. Il défend le 2e échiquier soviétique à l'olympiade universitaire (championnat du monde des moins de 26 ans par équipe) en 1971, 1972 et 1974, remportant la médaille d'or individuelle en 1971 avec 6,5/8. Balachov participe également à quatre championnats d'Europe par équipe en 1970, 1973, 1977 et 1980, décrochant la médaille d'or individuelle au 5e échiquier en 1977. À l'Olympiade de 1980, il marque 7,5/10 au premier échiquier de réserve et contribue à la médaille d'or de l'équipe.
Au cours des années 1970 et 1980, il est l'un des 25 meilleurs joueurs du monde. Sa meilleure performance est obtenue au championnat d'URSS à Moscou en 1976 où il marque 10,5/16 avec une performance Elo estimée à 2773.
Il est décoré de l'Ordre de l'Amitié des peuples en 1981.

## Entraineur
EN 1992, il est le secondant de Boris Spassky pour le match revanche du XXe siècle contre Bobby Fischer en Yougoslavie en 1992. En 2005, Balachov se voit octroyer le titre d'entraîneur senior de la Fédération internationale des échecs.

## Parties remarquables
- Iouri Balachov - David Bronstein, Erevan URS ch 1975, 1-0
- Evgueni Svechnikov - Iouri Balachov, Moscow URS ch 1976, 0-1
- Iouri Balachov - Vassily Smyslov, Tilburg 1977, 1-0
- Oleg Romanichine - Iouri Balachov, Minsk URS ch 1979, 0-1
- Khosro Sheik Harandi - Iouri Balachov, Rio de Janeiro izt 1979, 0-1
- Anatoli Karpov - Iouri Balachov, USSR 1980, 0-1